# Чагарникова сойка
Чагарникова сойка (Aphelocoma) — рід горобцеподібних птахів родини воронових (Corvidae).

## Поширення та проживання
Мешкають в Мексиці, на заході Центральної Америки і заході США, з популяцією у віддаленій Флориді. Живуть у відкритих сосново-дубових лісах, колючих чагарниках і змішаних вічнозелених лісах.

## Зовнішність
Чагарникові сойки трохи більші, ніж блакитні сизойки і мають довший хвіст, трохи коротші, більш округлі крила і не мають гребеня на голові. Верх голови, потилиця і боки голови забарвлені в густий синій колір. Деякі види мають білі смуги над очима. Дзьоб та лапи чорні.

## Поведінка
Харчуються як на землі так і на деревах. Жолуді та кедрові горіхи є найважливішими продуктами, зерна, ягоди та інші плоди, складають іншу частину овочевого раціону. Комах та інші безхребетні, яйця і пташенята, невеликі жаби, миші та рептилії є доповненням раціону.
Дикі чагарникові сойки є частими гостями в кемпінгах та пікніках і можуть їсти з рук людей, де вони вже звикли до того, що їх годують.

## Відтворення
Гніздо будується на дереві або в кущах, іноді досить низько. Гнізда компактні, вистелені волоссям і тонким корінням із зовнішнім діаметром від близько 30 см до 60 см. Зазвичай кладка становить від 2 до 4 яєць, які висиджуються протягом 14 — 16 днів.

## Види
Виділяють сім видів:
- Сойка сіровола (Aphelocoma wollweberi)[3]
- Сойка мексиканська (Aphelocoma ultramarina)
- Сойка однобарвна (Aphelocoma unicolor)
- Сойка каліфорнійська (Aphelocoma californica)
- Сойка сонорська (Aphelocoma woodhouseii)[4]
- Сойка санта-крузька (Aphelocoma insularis)
- Сойка чагарникова (Aphelocoma coerulescens)

## Етимологія
грец. ἀφελής — «простий», грец. κόμη — «волосся», з посиланням на відсутність смугастості.